# 太山柳
太山柳（学名：Salix taishanensis）是杨柳科柳属的植物，是中国的特有植物。分布在中国大陆的河北、山东等地，生长于海拔1,400米的地区，多生于灌丛中，目前尚未由人工引种栽培。

## 异名
- Salix taishanensis C. Wang et C. F. Fang var. glabra C. F. Fang et W. D. Liu
- Salix taishanensis C. Wang et C. F. Fang var. hebeinica C. F. Fang